# 梅谢杜 (布拉干萨)
梅谢杜是葡萄牙布拉干萨区的一个堂区。总面积11.54平方公里，总人口188人，人口密度16.3人/平方公里。